# شتيفان فلاودر
شتيفان فلاودر (بالألمانية: Stephan Flauder)‏ (30 مايو 1986 في ألمانيا - ) هو لاعب كرة قدم ألماني في مركز حراسة المرمى. لعب مع إرتسغيبيرغه آوه ودينامو برلين وBerliner AK 07 ‏.

## وصلات خارجية
- ستيفان فلاودر على موقع قاعدة بيانات كرة القدم.إي يو (الإنجليزية)
- ستيفان فلاودر على موقع بيانات كرة القدم. دي إي (الألمانية)
- ستيفان فلاودر على موقع Soccerway.com (الإنجليزية)
- ستيفان فلاودر على موقع عالم كرة القدم.نت (الإنجليزية)